# Calgary Flames
A Calgary Flames egy profi jégkorongcsapat a kanadai Calgary városában. A csapat a National Hockey League Nyugati Főcsoportjának Csendes-óceáni divíziójában szerepel. A klub a harmadik profi jégkorongcsapat Calgaryban, a Calgary Tigers (1921–1926) és a Calgary Cowboys után.
A Flames 1980-ban érkezett Calgaryba, miután Atlanta Flames néven nyolc éven át szerepelt az NHL-ben. A csapat három éven át a Saddlome Corral arénában szerepelt, majd 1983-ban a mai otthonába költözött az Olympic Saddlome (jelenlegi Pengrowth Saddledome) csarnokban költözött át. A Calgary Flamesnek 2014-ig érvényes szerződése van az Olympic Saddledome használatára.
1986-ban a Flames az első csapat volt Calgaryban -a Calgary Tigers 1924-es szereplése óta- amely a Stanley-kupáért szállt harcba. 1989-ben pedig elnyerte a kupát első alkalommal.

## A franchise története

### Atlanta
A Flames az NHL első megelőző intézkedése volt a World Hockey Association (WHA) ellen.
1971 decemberében az NHL engedélyezte egy csapat indulását Long Islandon -a New York Islanders-t- hogy a WHA-s New York Raiderst távol tartsa az új Nassau Coliseum csarnoktól. Emiatt szükségessé vált egy újabb csapat szereplésére nyugaton is.
Az NHL egy Atlanta központú társaságnak, amely az NBA-ben szereplő Atlanta Hawks tulajdonosa volt, engedélyezte csapat indítását. A tulajdonosi csoport vezetője Tom Cousins volt, aki a csapatot Flamesnek keresztelte el arról a tűzről, amely az Amerikai polgárháborúban kis híján egész Atlantát elpusztította.
A csapat Atlanta külvárosában az Omni Coliseumban rendezte hazai mérkőzéseit.
A Flames viszonylag gyorsan sikeressé vált. Bernie Geoffrion, Fred Creighton és Al MacNeil edzők irányításával a nyolc atlantai évben hat alkalommal bejutott a playoffba. Míg az NHL-be a Flames-szel együtt bekerült New York Islanders első két évében mindössze 31 alkalommal tudott győztesen távozni a jégről.
A playoffban az Atlanta közel sem volt ilyen sikeres, csak két győzelmet szerzett az évek során.
1980-ban Cousins üzleti problémákkal küzdött, így kényszerült eladni a csapatot egy kanadai csoportnak, melynek élén Nelson Skalbania -az Edmonton Oilers egykori tulajdonosa- állt. Az eladási ár 16 millió dollár volt, mely abban az időben rekordnak számított az NHL-ben
1980. május 20-án Skalbania bejelentette, hogy a csapatot Calgaryba költözteti és megtartja a Flames elnevezést.
Skalbania 1981-ben eladta részesedését és a csapat helyi tulajdonosok kezébe került.

### 1980-1985
A WHA-s Calgary Cowboystól eltérően, amely három évig működött a Flamest azonnal megszerette Calgary városa. Mialatt a Cowboys csak 2000 bérletet adott el 1976-77-ben, addig a Flames 10 000 szezon- és félszezonbérletet adott el a 7000 fős Stampede Coral arénába.
1980-81-ben a legeredményesebb játékos Kent Nilsson volt 49 góllal és 131 ponttal. A Flames bejutott a playoffba az első calgaryi szezonjában és harmadik helyen végzett a Patrick csoportban. A csapat kiejtette a Chicago Black Hawkst és a Philadelphia Flyerst majd a Stanley-kupa elődöntőjében elbukott a Minnesota North Stars ellenében.
Az 1981-82-es szezon után Cliff Fletcher menedzser megvált az egykori atlantai játékosoktól, akik nem illeszkedtek be és új csapatot épített. A Flames az első csapatok között volt, akik nagyszámú egyesült államokbeli egyetemi játékost igazoltak, többek között Joel Ottót, Gary Sutert és Colin Pettersont. Fletcher tehetséges európai játékosokat is keresett, így szerezte meg a svéd Håkan Loobot és más kulcsjátékosokat. Fletcher az elsők között draftolt szovjet játékost, 1983-ban a CSZKA Moszkva sztárját Szergej Makarovot.
1983-ban a Flames elköltözött új otthonába az Olympic Saddledome-ba, amely az 1988. évi téli olimpiai játékokra készült. A három szezonban, melyben a Flames a Coral arénában szerepelt, mindössze 32 hazai mérkőzést veszített el. 1985-ben a 37. All-Star mérkőzést rendezték meg a csarnokban, amely a Wales konferencia 6-4 arányú győzelmét hozta.

### 1985-1990
A Fletcher által megszerzett játékosok erős csapattá értek a nyolcvanas évek közepe és a kilencvenes évek eleje között. 1984-85-től 1990-91-ig egy kivételével minden szezonban 90 pont felett teljesített a Flames. Bármennyire jók voltak, gyakran képtelen voltak átvinni a sikereket a playoffba. Ez nagy részben azért történt, mert képtelenek voltak jobbak lenni helyi riválisuknál a bombaerős Oilersnél. Az NHL playoff szerkezete miatt a Flames nagy valószínűséggel összekerült az Oilersszel az első vagy a második körben. 1983 és 1990 között csak az Edmonton vagy a Calgary képviselte a Campbell főcsoportot a Stanley-kupa döntőjében.
1986-ig a Flameshez került a csatár Doug Risebrough, Lanny McDonald és Dan Quinn, a védő Al MacInnis és a kapus Mike Vernon. A csapat a Smythe csoportban a második helyen végzett (az egyetlen alkalom 1984 és 1991 között, mikor nem érték el a 90 pontos határt) és az első körben kisöpörték a Winnipeg Jets csapatát és készülhettek a rivális Oilers elleni mérkőzésekre. Az Edmonton 30 ponttal végzett a Calgary előtt szezonban és sorozatban harmadik Stanley győzelmére készült. De a Flames hét mérkőzésen kiejtette az esélyes Oilerst. A széria győztes gólját Steve Smith, az olajosok újonca szerezte, akinek kapu mögül leadott passza kapusa, Grant Fuhr lábáról pattant a saját kapujába.
A főcsoport döntőben a St. Louis Blueson keresztül vezetett a Flames útja, újabb hét mérkőzésen keresztül. A hatodik mérkőzésen Doug Wickenheiser a hirtelen halálban szerezte meg a győzelmet a Bluesnak, miután csapata 5-2-ről 10 perc alatt egyenlített ki. A hetedik összecsapáson a Calgary nyert 2-1-re és első alkalommal jutott be a Stanley kupa döntőjébe, ahol a Montreal Canadiens várt a Flamesre. A fináléban a Calgary öt mérkőzésen bukott el. A montreali újonc Patrick Roy feltartóztathatatlan volt az utolsó két összecsapáson, melyeken csak négy gólt kapott és elnyerte a rájátszás legértékesebb játékosa címet.
A Flames döntőbe jutását a csapat történetének addigi legjobb alapszakasza követte. De a csapat nem volt képes megismételni a playoff sikert. Kiesett az első körben a Winnipeg Jets ellenében. A szezon előtt autóbalesetben elhunyt a csapat 1986-os drafton elsőnek választott játékosa, George Pelawa.
A Flames első 100 pontos szezonját teljesítette 1987-88-ban, elnyerve ezzel a Elnöki trófeát, mint az alapszakasz legjobb csapata. Ezzel véget vetve az Oilers  hatéves uralmának a Smythe csoportban. Joe Nieuwendyk lett a második újonc a liga történetében, aki 50 gól felett teljesített első évében. Ez a mutatója is segítette abban, hogy az év újoncaként elnyerje a Calder-emlékkupát. A Flames playoff bukása folytatódott. Miután a Los Angelest kiejtették öt mérkőzésen, a rivális Edmonton kisöpörte a Calgaryt a Stanley-kupa küzdelmeiből.
1988-89-ben a Flames folytatta a jó alapszakasz szereplést. Megszerezték második Elnöki trófeájukat a franchise rekordnak számító 117 ponttal. 26 ponttal megelőzve a Smythe csoport másodikját, a Los Angelest. Fletcher folytatta a játékoskeret javítását. Egy hat játékost érintő üzlet keretében megszerezte Doug Gilmourt. A playoff első körében a Flames hét meccsen jutott túl a Canuckson. A mindent eldöntő mérkőzésen kiharcolt győzelemben nagy része volt Mike Vernon kapusnak és a hirtelen halálban gólt szerző Joel Ottonak.
A második körben a Calgary négy meccsen jutott túl a Kingsen. Majd a Chicago Blackhawks következett. 4-1-es győzelemmel jutott a fináléba a Flames, ahol az 1986-os döntő visszavágójára került sor a Montreal ellen. A Calgary ezúttal elnyerte a Stanley-kupát 4-2 arányban a Montreal Forum jegén. Al MacInnis, mint a playoff legértékesebb játékosa elnyerte a Conn Smythe-trófeát, míg a kapitány Lanny McDonald bejelentette visszavonulását.
1989-ben részben köszönhetően Cliff Fletcher diplomáciai erőfeszítéseinek a szovjetek engedélyezték néhány játékosnak, hogy NHL csapathoz szerződjenek. Az első ilyen játékos Szergej Prjahin volt. Habár Prjahin nem volt sokáig NHL játékos, de az ő érkezése taposta ki az ösvényt a később az NHL-ben szereplő honfitársai számára. A következő szezonban Szegej Makarov csatlakozott a Flameshez, aki bár már harmincas éveiben járt, mégis az ötödik játékosa lett a csapatnak, aki az év újonca címet elnyerte. A döntés következményeként a Liga a későbbi legjobb újonc választásoknál 26 éves korhatárt szabott meg.

### 1991-2003
1991-ben Fletcher búcsút vett a Calgarytól és a Toronto Maple Leafs menedzsere lett. Ő volt a Flames menedzsere 1972-től, a kezdetek óta. Utódja Doug Risebrough lett, aki egy 10 játékost érintő üzletben megvált az elégedetlen Doug Gilmourtól a torontoi Gary Leemanért. A csere átalakította mindkét klubot. A Toronto szinte azonnal harcossá vált, míg Leeman mindössze 11 gólt szerzett a Flames mezében. Annak ellenére, hogy Theoren Fleuryt már az NHL legjobb játékosai között jegyezték, egy évvel az után, hogy a franchise történetében harmadszor teljesített 100 pontos szezont a csapat a Flames nem került a playoffba.
A következő négy szezonban a Calgary minden alkalommal bejutott a playoffba, két alkalommal pedig csoportja élén végzett, de minden alkalommal el is buktak az első körben. 1994-ben és 1995-ben is hét meccses szériában, hazai pályán, hirtelen halálban buktak el a Vancouver Canucks és a San Jose Sharks ellenében. Az 1995-ös szezon előtt a Dallashoz került Nieuwendyk, míg az üzlet keretén belül Jarome Iginla a Calgary játékosa lett.
Iginla 1996-ban a playoffban mutatkozott be, de a Flames újra kiesett, ezúttal a Chicago söpörte ki a csapatot 4-0-lal.
1997-ben, két évvel a csoportelsőség után a Flames nem került a playoffba és a sikertelenség hét éven keresztül tartott. A mélypont az 1997-98-as szezon volt. A Flames 67 ponttal zárt, amely a franchise történetében a második leggyengébb év volt.
Ebben az időszakban a Flamesnek egyre nehezebb volt megtartani a legjobb játékosait. A fizetések nőttek, miközben a kanadai dollár vesztett értékéből az amerikai dollárral szemben. Így a Flames sem tudta megtartani Fleuryt. Nem sokkal az után, hogy a játékos a csapat történetének legeredményesebb játékosa lett eladták a Colorado Avalanchenak.
Ahogy a Flames esett vissza a bajnokságban, úgy csökkent a nézők száma is. 1999-ben mivel a nézőszám egyre csökkent a tulajdonosok ultimátumot adtak, vagy növekszik az eladott jegyek száma, vagy az Egyesült Államokba költözik a csapat. A szurkolók elegendő szezonbérlet vásárlással válaszoltak és így Calgaryban tudták tartani a Flamest.
A csapat sikertelen korszakában Iginla nyújtott vigaszt a szurkolóinak. 2002-ben, mint a Liga legjobb gólszerzője és legeredményesebb játékosa elnyerte a Maurice 'Rocket' Richard-trófeát és az Art Ross-trófeát 52 góllal és 92 ponttal. Majd 2004-ben Ilja Kovalcsukkal és Rick Nash-sel holtversenyben ismét a legjobb gólszerző lett, 41 találattal.
A 2002-03-as szezon közben Darryl Sutter került a vezetőedzői pozícióba Greg Gilbert helyére, mivel a csapat a Nyugati főcsoport utolsó helyén állt. Sutter később a csapat general menedzsere lett. Sutter első lépése volt, hogy megszerezze a kapus Mika Kiprusoffot, akit korábban edzett a San Jose Sharksban. Kiprusoff meghálálta a bizalmat és 1,69 góllal beállította az NHL modern korszakának mérkőzésenkénti gólátlagának (GAA) rekordját

### 2004–től
A hét egymást követő playoff nélküli szezon után, a Flames 2004-ben bekerült a Stanley-kupa küzdelmeibe. A Calgary volt az első csapat az NHL történetében, amely három divízió győztest legyőzve került a döntőbe, ahol tíz év után szerepelt újra kanadai csapat. A Flames első áldozata az Északnyugati csoport bajnoka a Vancouver Canucks volt, melyen hét mérkőzésen jutottak túl. Ez volt a Flames első playoff széria győzelme az 1989-es Stanley győzelem óta.
A következő körben a csapat hat meccsen kiejtette a Detroit Red Wings gárdáját, amely a liga legjobbja volt ekkor. Majd következett hat mérkőzésen a Csendes-óceáni csoport győztese a San Jose Sharks a Nyugati Főcsoport döntőjében. A Flames bejutott a 2004-es Stanley-kupa döntőjébe, ahol a Tampa Bay Lightning várt rájuk. Kanada washingtoni nagykövetségén a juharleveles zászló mellé felhúzták a Calgary Flames lobogóját is, míg Paul Martin miniszterelnök "Kanada csapatának" nevezte a Flamest.
A döntő hét mérkőzésig tartott. A hatodik összecsapáson Martin Gelinas harmadik harmadban szerzett gólját a bírók vitathatóan nem adták meg, a győzelmet végül a Tampa kaparintotta meg a hirtelen halálban, akik végül a Stanley kupát is elhódították. A vereség ellenére 30 000 szurkoló ünnepelte Calgaryban a Flames menetelését.
A Flames a lockout után 25. szezonját kezdte Calgaryban és 103 ponttal fejezte be azt. Ez a legjobb alapszakaszuk volt a 89-es kupagyőzelem óta és 12 év után újra csoportjuk élén végeztek. A Playoffban már az első körben elbukott a csapat, miután a Mighty Ducks of Anaheim hét meccsen kiejtette őket. Miikka Kiprusoff elnyerte a legjobb kapusnak járó Vezina-trófeát és a legkevesebb gólt kapó kapust illető William M. Jennings-trófeát.
A 2006-07-es szezon előtt a csapat leigazolta az egykori coloradoi Alex Tanguayt valamint a vezetőedzői teendőket Darryl Sutter -aki a jövőben már csak general menedzseri teendőivel kívánt foglalkozni- átadta asszisztensének Jim Playfairnek. A Flames 96 pontos alapszakaszt produkálva bekerült a playoffba, ahol a Detroit hat meccsen kiejtette őket.
A 2007-08-as szezonnak új edzővel, Mike Keenannel vágott neki a Flames. A bajnokság alatt Iginla a múltnak adott két Flames rekordot. MacInnist a lejátszott mérkőzések, Fleury a lőtt gólok tekintetében előzte meg. A Calgary a rájátszásban az első körben hét meccsen elbukott a San Jose ellenében.

## A csapat logója, meze és kabalája

### Alogó
A Flames logóját a lángoló C betűt 1980-ban mutatták be, amikor a csapat Calgaryba érkezett. A logó megalkotása óta változatlan maradt, bár használnak belőle különböző színűeket a hazai- és vendégmezeken. 1980-2000-ig a hazai logó piros volt fehér alapon, míg a vendég fehér piros háttérrel. 2003-ban az NHL áttért a hazai színes mezekre. A hazai logó fekete lett, a vendég pedig vörös. Az eredeti lángoló „A”, melyet Atlanta Flames használt, a helyettes kapitány megjelölésére használják a Calgary mezén.

### A mez
Az eredeti Flames mezen piros és narancs csíkokat használtak. 1994-ben a csapat szín összeállításába bekerült a fekete is, míg a mez alja és a logo közé egy átlós csík került. 1998-ban ünnepelték a "Cowboyok évét". Ekkor mutatta be a Flames fekete mezét a lángoló lóval. Két évvel később ez a mez lett a Flames vendégmeze, mialatt a hazaimezt kiegészítették néhány csíkkal a karján és a derekán. A mez 2003-ban, mikor az NHL-ben színes mezt használtak a hazai csapatok, újra harmadik számú mez lett. 2007-ben a Rbk Edge mez bemutatásakor újra változott a kinézet. Többek között felkerült a mez vállrészére Alberta állam és Kanada zászlója.

### A kabala
A Flames kabalája Harvey the Hound. Harveyt 1983-ban készítették el a Flamesnek és a Calgary Stampeders kanadaifutball csapatának. Harvey volt az első kabala az NHL történetében. Harvey híres egy összetűzéséről. 2003-ban Craig MacTavish az Edmonton Oilers edzője letépte Harvey nyelvét, mivel az bosszantotta a kispadot. Az eset főcím és viccek témája lett Észak-Amerikában. Beleértve a 2003-as All-Star mérkőzést is, melyen az NHL csapatok kabalái lógó nyelvvel álltak a kispad mögé.

## Jelentősebb játékosok

### Csapatkapitányok
- Brad Marsh, 1980–1981
- Phil Russell, 1981–1983
- Doug Risebrough, 1983–1987
- Lanny McDonald, 1983–1989
- Jim Peplinski, 1984–1989
- Brad McCrimmon, 1989–1990
- különböző játékosok, 1990–1991
- Joe Nieuwendyk, 1991–1995
- Theoren Fleury, 1995–1997
- Todd Simpson, 1997–1999
- Steve Smith, 1999–2000
- Dave Lowry, 2000–2002
- Bob Boughner, 2002
- Craig Conroy, 2002–2003
- Jarome Iginla, 2003–2013
- Mark Giordano, 2013–2021

### Visszavonultatott mezszámok
| #  | Játékos          | Poszt      | Pályafutás          | Visszavonultatás ideje |
| -- | ---------------- | ---------- | ------------------- | ---------------------- |
| 9  | Lanny McDonald   | Jobbszélső | 1981–1989           | 1990. március 17.      |
| 12 | Jarome Iginla    | Jobbszélső | 1996–2013           | 2019. március 2.       |
| 30 | Mike Vernon      | Kapus      | 1982–1994 2000–2002 | 2007. február 7.       |
| 34 | Miikka Kiprusoff | Kapus      | 2003–2013           | 2024. március 2.       |

### Elsőkörös választottak a drafton
- 1980: Denis Cyr (9. helyen)
- 1981: Al MacInnis (15. helyen)
- 1982: Nem draftolt az első körben
- 1983: Dan Quinn (13. helyen)
- 1984: Gary Roberts (12. helyen)
- 1985: Chris Biotti (17. helyen)
- 1986: George Pelawa (16. helyen)
- 1987: Bryan Deasley (19. helyen)
- 1988: Jason Muzzatti (21. helyen)
- 1989: Nem draftolt az első körben
- 1990: Trevor Kidd (11. helyen)
- 1991: Niklas Sundblad (19. helyen)
- 1992: Cory Stillman (6. helyen)
- 1993: Jesper Mattsson (18. helyen)
- 1994: Chris Dingman (19. helyen)
- 1995: Denis Gauthier (20. helyen)
- 1996: Derek Morris (13. helyen)
- 1997: Daniel Tkaczuk (6. helyen)
- 1998: Rico Fata (6. helyen)
- 1999: Oleg Szaprikin (11. helyen)
- 2000: Brent Krahn (9. helyen)
- 2001: Chuck Kobasew (14. helyen)
- 2002: Eric Nystrom (10. helyen)
- 2003: Dion Phaneuf (9. helyen)
- 2004: Kris Chucko (24. helyen)
- 2005: Matt Pelech (26. helyen)
- 2006: Leland Irving (26. helyen)
- 2007: Mikael Backlund (24. helyen)
- 2008: Greg Nemisz (25. helyen)
- 2009: Tim Erixon (23. helyen)
- 2010: Nem draftolt az első körben
- 2011: Sven Bärtschi (13. helyen)
- 2012: Mark Jankowski (21. helyen)
- 2013: Sean Monahan (6. helyen
- 2014: Sam Bennett (4. helyen)
- 2015: Nem draftolt az első körben
- 2016: Matthew Tkachuk (6. helyen)
- 2017: Juuso Valimaki (16. helyen)
- 2018: Nem draftolt az első körben
- 2019: Jakob Pelletier (26. helyen)
- 2020: Connor Zary (24. helyen)
- 2021: Matthew Coronato (13. helyen)
- 2022: Nem draftolt az első körben
- 2023: Samuel Honzek (16. helyen)

### A csapat és a játékosok által elnyert trófeák
Stanley-kupa
- 1988–1989

Elnöki trófea
- 1987–1988, 1988–1989

Clarence S. Campbell-trófea
- 1985–1986, 1988–1989, 2003–2004

Art Ross-trófea
- Jarome Iginla: 2001–2002

Bill Masterton-emlékkupa
- Lanny McDonald: 1982–1983
- Gary Roberts: 1995–1996

Calder-emlékkupa
- Gary Suter: 1985–1986
- Joe Nieuwendyk: 1987–1988
- Sergei Makarov: 1989–1990

Conn Smythe-trófea
- Al MacInnis: 1988–1989

King Clancy-emlékkupa
- Lanny McDonald: 1987–1988
- Joe Nieuwendyk: 1994–1995
- Jarome Iginla: 2003–2004

Lady Byng-emlékkupa
- Joe Mullen: 1986–1987, 1988–1989

Lester B. Pearson-díj/Ted Lindsay-díj
- Jarome Iginla: 2001–2002

NHL Plus-Minus Award
- Brad McCrimmon: 1987–1988
- Joe Mullen: 1988–1989
- Theoren Fleury: 1990–1991 (megosztva)

Maurice „Rocket” Richard-trófea
- Jarome Iginla: 2001–2002, 2003–2004 (megosztva)

Vezina-trófea
- Miikka Kiprusoff: 2005–2006

William M. Jennings-trófea
- Miikka Kiprusoff: 2005–2006

Az NHL All-Rookie csapatában
- Jamie Macoun: 1983–1984
- Håkan Loob: 1983–1984
- Gary Suter: 1985–1986
- Joe Nieuwendyk: 1987–1988
- Sergei Makarov: 1989–1990
- Jarome Iginla: 1996–1997
- Derek Morris: 1998–1999
- Dion Phaneuf: 2005–2006

Az NHL első All-Star csapatában
- Håkan Loob: 1987–1988
- Joe Mullen: 1988–1989
- Al MacInnis: 1989–1990
- Al MacInnis: 1990–1991
- Jarome Iginla: 2001–2002
- Miikka Kiprusoff: 2005–2006

Az NHL második All-Star csapatában
- Lanny McDonald: 1982–1983
- Gary Suter: 1987–1988
- Brad McCrimmon: 1987–1988
- Al MacInnis: 1988–1989
- Mike Vernon: 1988–1989
- Theoren Fleury: 1994–1995
- Jarome Iginla: 2003–2004

## Klubrekordok
Pályafutási rekordok (csak a Flames-szel)
- Legtöbb mérkőzés: 1106, Jarome Iginla
- Legtöbb gól: 516, Jarome Iginla
- Legtöbb gólpassz: 609, Al MacInnis
- Legtöbb pont: 1073, Jarome Iginla
- Legtöbb pont (hátvéd): 822, Al MacInnis
- Legtöbb kiállitásperc: 2405, Tim Hunter

Szezonrekordok
- Legtöbb gól: 66, Lanny McDonland (1982–1983)
- Legtöbb gólpassz: 82, Kent Nilsson (1980–1981)
- Legtöbb pont: 131, Kent Nilsson (1980–1981)
- Legtöbb kiállitásperc: 375, Tim Hunter (1988–1989)

Kapusrekordok - pályafutás
- Legtöbb mérkőzés: 552, Miikka Kiprusoff
- Legtöbb shutout: 40, Miikka Kiprusoff
- Legtöbb győzelem: 311, Miikka Kiprusoff

Kapusrekordok - szezon
- Legtöbb győzelem: 45, Mikka Kiprusoff (2008–2009)